# Trichydridae
Trichydridae is een familie van neteldieren uit de klasse van de Hydrozoa (hydroïdpoliepen).

## Geslacht
- Trichydra Wright, 1858